# 간모도키

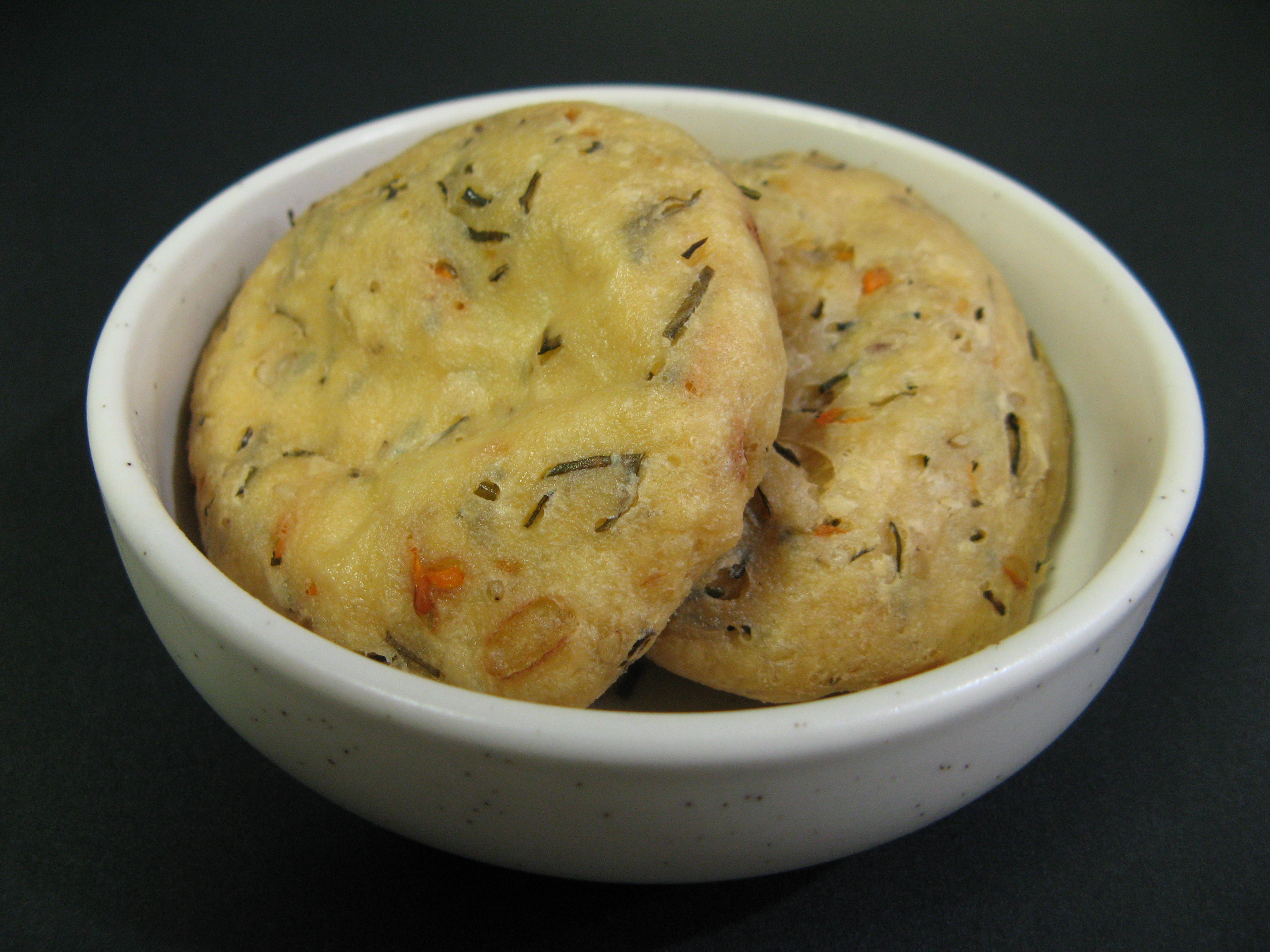
간모도키

간모도키(일본어: がんもどき)은 일본에서 만든 두부 가공제품의 하나이다.

## 같이 보기
- 유부
- 두부